# Afroedura
Afroedura Loveridge, 1944 è un genere di piccoli sauri della famiglia Gekkonidae, endemico dell'Africa.

## Tassonomia
Il genere Afroedura comprende le seguenti specie:
- Afroedura africana Boulenger, 1888
- Afroedura amatolica (Hewitt, 1925)
- Afroedura bogerti Loveridge, 1944
- Afroedura halli  (Hewitt, 1935)
- Afroedura hawequensis Mouton & Mostet, 1985
- Afroedura karroica (Hewitt, 1925)
- Afroedura langi  (Fitzsimons, 1930)
- Afroedura loveridgei Broadley, 1963
- Afroedura major Onderstall, 1984
- Afroedura marleyi (Fitzsimons, 1930)
- Afroedura multiporis (Hewitt, 1925)
- Afroedura nivaria (Boulenger, 1894)
- Afroedura pondolia (Hewitt, 1925)
- Afroedura tembulica (Hewitt, 1926)
- Afroedura transvaalica (Hewitt, 1925)